# 10331 Peterbluhm
10331 Peterbluhm eller 1991 GM10 är en asteroid i huvudbältet som upptäcktes den 9 april 1991 av den tyske astronomen Freimut Börngen vid Tautenburg-observatoriet. Den är uppkallad efter Peter Bluhm.
Asteroiden har en diameter på ungefär 20 kilometer och den tillhör asteroidgruppen Hilda.